# Desisa subfasciata
Desisa subfasciata là một loài bọ cánh cứng trong họ Cerambycidae.